# Shingo Akamine
Shingo Akamine (født 8. december 1983) er en japansk fodboldspiller, som spiller for den japanske fodboldklub Fagiano Okayama.